# Clitorishoed

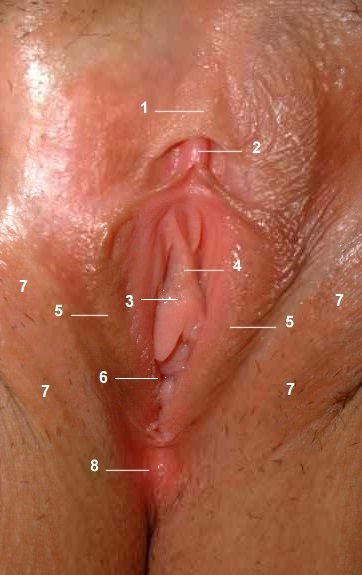
Clitorishoed (item 1)

De clitorishoed, praeputium clitoridis, posthe clitoridís, clitoriskap of clitorisvoorhuid is de huidplooi waaronder de clitoris zich verschuilt tussen de schaamlippen. Het wordt ook wel monnikskapje genoemd naar aanleiding van de vorm, die gelijkenissen vertoont met de kap van een monnikspij.
Het is homoloog aan de voorhuid van de penis (praeputium penis). Bij seksuele opwinding komt de clitoris uit het clitoriskapje tevoorschijn, bij het naderen van een orgasme trekt de clitoris zich weer terug.